# Dryopsophus moorei
Espèce
Synonymes
- Hyla moorei Copland, 1957
- Litoria moorei (Copland, 1957)

Statut de conservation UICN

 LC  : Préoccupation mineure
Dryopsophus moorei est une espèce d'amphibiens de la famille des Pelodryadidae.

## Répartition

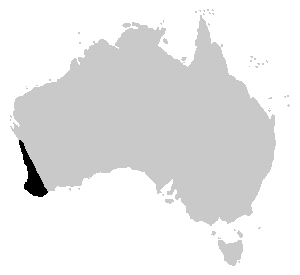
Distribution

Cette espèce est endémique d'Australie-Occidentale. Elle se rencontre jusqu'à 600 m d'altitude du fleuve Murchison à la rivière Pallinup, ainsi que sur l'île Rottnest ce qui représente 152 700 km2.

## Description

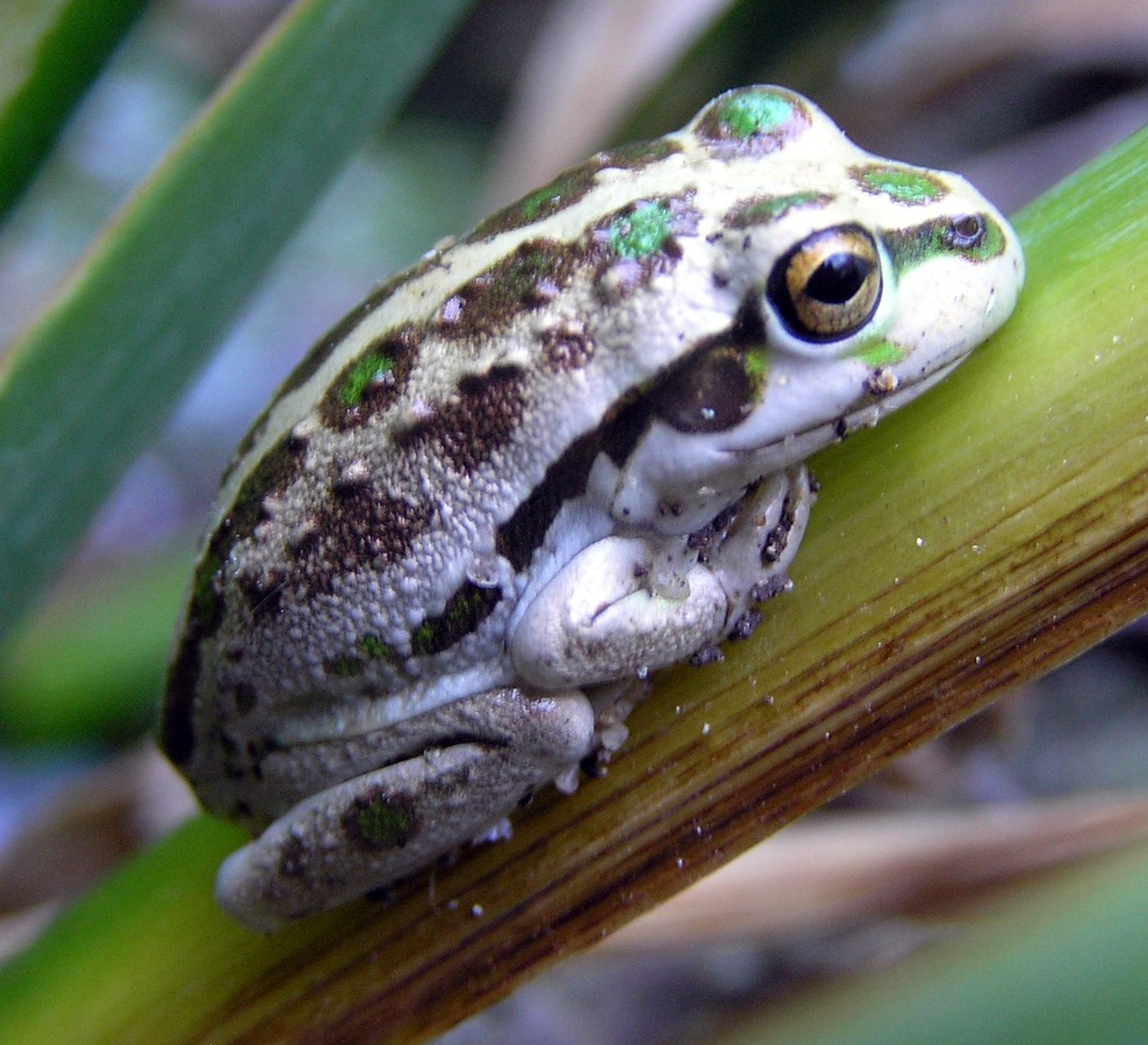
Litoria moorei forme juvénile

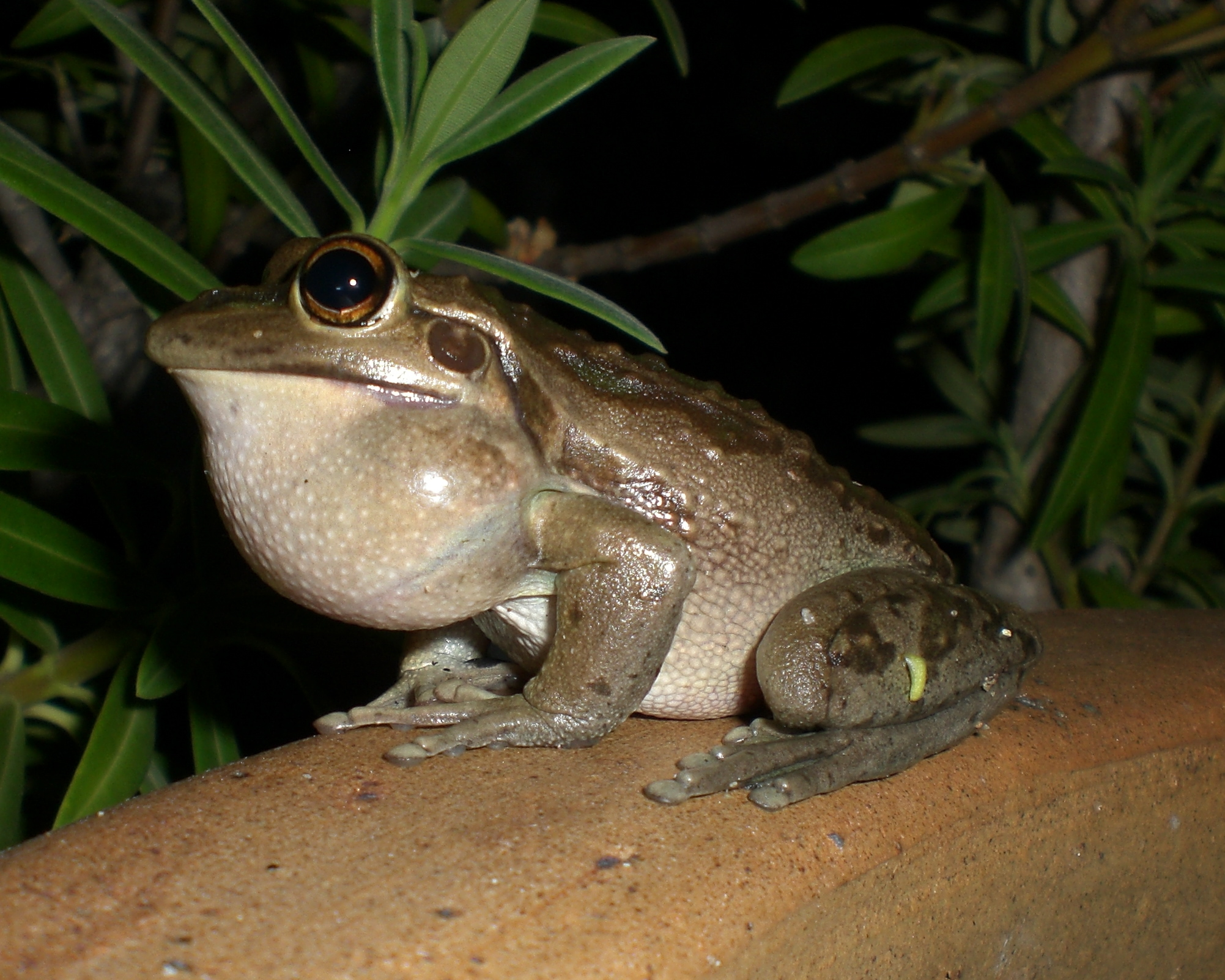
Litoria moorei

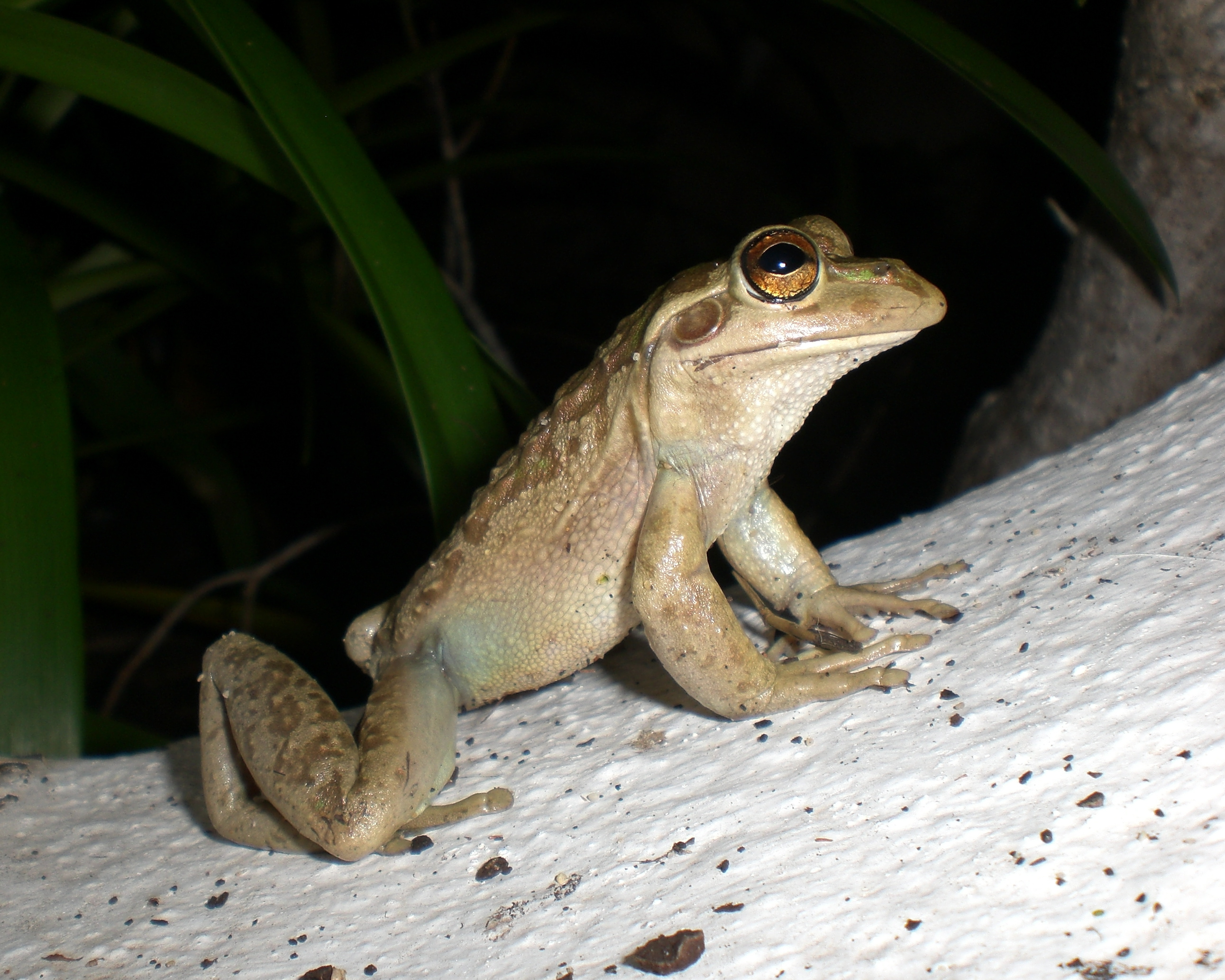
Litoria moorei

Les mâles mesurent de 53 à 63 mm et les femelles de 65 à 74 mm.

## Étymologie
Cette espèce est nommée en l'honneur de John Alexander Moore.

## Publication originale
- Copland, 1957 : Presidential address. Australian tree frogs of the genus Hyla. Proceedings of the Linnean Society of New South Wales, vol. 82, p. 9-108 (texte intégral).